# Paradentalium pistis
Paradentalium pistis är en blötdjursart som först beskrevs av Winckworth 1940.  Paradentalium pistis ingår i släktet Paradentalium och familjen Dentaliidae. Inga underarter finns listade i Catalogue of Life.